# Idrottsföreningen Kamraterna Malmö
O IFK Malmö Fotboll, ou simplesmente IFK Malmö FK, é um clube de futebol da Suécia fundado em 1899. Sua sede fica localizada em Malmö.